# The Blackguard
The Blackguard (en alemán: Die Prinzessin und der Geiger) es una película germano-británica de 1925, del género dramático, dirigida por Graham Cutts y protagonizada por Jane Novak, Walter Rilla y Frank Stanmore.

## Sinopsis
En el contexto de la Revolución rusa, un violinista francés (Walter Rilla) salva a una princesa (Jane Novak) de su ejecución.

## Reparto
- Jane Novak - Princesa Marie Idourska
- Walter Rilla - Michael Caviol, The Blackguard
- Frank Stanmore - Pompouard
- Bernhard Goetzke - Adrian Levinsky
- Rosa Valetti - Abuela
- Dora Bergner - Duquesa
- Fritz Alberti - Pintor
- Robert Leffler - Leidner
- Alexander Murski - Vollmark
- Martin Herzberg - Michael Caviol de niño
- Loni Nest - Princesa Marie de niña
- Robert Scholz - Gran duque Paul